# Blåblus
Blåblus är ett svenskt rock och soulband. Bandet bildades 1972, med Björn Skifs som sångare och frontman. Blåblus har haft stora framgångar genom åren, och när gruppen lanserades internationellt fick de namnet Blue Swede.

## Karriär
Deras internationella genombrott kom 1974 med en cover på B.J. Thomas "Hooked on a Feeling". Den nådde första plats på amerikanska Billboard-listan, samtidigt som gruppen var ute på en Sverigeturné. Låten fick också vara med i soundtracket till Quentin Tarantinos debutfilm De hänsynslösa och senare i soundtracket till Guardians of the Galaxy (2014). Gruppen hade också en top 10-hit i USA med The Associations "Never My Love". Gruppen fick ytterligare en hit med ett potpurri av "I'm Alive" av Tommy James & the Shondells och "Hush" av Joe South.
Björn Skifs slutade i Blåblus 1975 för att satsa på en karriär som soloartist.
Bandet jobbade vidare med Jerry Williams (sommarturné 1976), Ted Gärdestad (sommarturné 1977), Brian Chapman (sommarturné 1978) med flera.
Efter ett antal års uppehåll startades bandet upp igen av originalgitarristen Micke Areklew år 2011.
2017 inleddes samarbete med producenten/låtskrivaren Douglas Carr.

## Bandmedlemmar
- Michael Areklew – gitarr (1972-)
- Hinke Ekestubbe – saxofon (1972-1974)
- Björn Skifs – sång (1972–1975[5])
- Janne Guldbäck – trummor (1972-1975)
- Tommy Berglund – trumpet, flöjt (1972-1978)
- Bo Liljedahl – bas (1972-1981)
- Ladislav Balaz – keyboard (1973-1974)
- Anders Berglund – keyboard (1973-1975)
- Jonny Blomqvist – keyboard, sång (1975-1976)
- Björn Inge – trummor (1975-1977)
- Dave McShane – saxofon (1975-1981)
- Håkan Lundqvist – keyboard, sång (1976-1978)
- Lennart Helperin – trumpet (1978)
- Peter Milefors – trummor (1978-1981)
- Peter Klaxman – keyboard (1978-)
- Mads Clausen – sång (2011-)
- Brian Marston – bas, sång (2011-)
- Peder Sundahl – trummor (2011-)
- Per Håkansson – saxofon (2011-)
- Mikael Renliden – trumpet (2011-)